# آرون ديسنر
آرون ديسنر (بالإنجليزية: Aaron Dessner) (و. 1976  م) هو ملحن، وعازف على عدة آلات، ومنتج أسطوانات، وعازف قيثارة، وكاتب أغاني أمريكي، ولد في سينسيناتي، أوهايو، يستخدم آلات قيثارة.

## التعليم
تعلم في جامعة كولومبيا، وتعلم في Cincinnati Country Day School ‏
.